# Scurelle
Scurelle là một đô thị ở Trentino ở vùng Trentino-Alto Adige/Südtirol của Ý, tọa lạc cách 30 km về phía đông của Trento. Tại thời điểm ngày 31 tháng 12 năm 2004, đô thị này có dân số 1.322 người và diện tích là 29,9 km².
Scurelle giáp các đô thị: Pieve Tesino, Castello Tesino, Telve, Cinte Tesino, Bieno, Strigno, Spera, Carzano, Villa Agnedo và Castelnuovo.